# Benton (Illinois)
Pour les articles homonymes, voir Benton.
La ville de Benton est le siège du comté de Franklin, dans l’État de l’Illinois, aux États-Unis. Sa population s’élevait à 7 087 habitants lors du recensement de 2010, estimée à 6 964 habitants en 2017.

## Histoire
La ville a été nommée en hommage au sénateur Thomas Hart Benton.

## Source
- (en) Cet article est partiellement ou en totalité issu de l’article de Wikipédia en anglais intitulé « Benton, Illinois » (voir la liste des auteurs).